# Riedones
Les Riedones, (parfois francisés en Riédons) sont un peuple gaulois du Nord-Ouest de la Gaule. Leur territoire se situe dans l'actuel département d'Ille-et-Vilaine qu'ils partageaient avec les Coriosolites à l'Ouest. Ils ont donné leur nom à l'actuelle ville de Rennes, située à l'emplacement de leur capitale Condate Riedonum à l'époque gallo-romaine, et peut-être à celle de Redon, plus au sud-ouest aux confins de leur ancien territoire.

## Localisation

Les Riedones et les autres principaux peuples gaulois de l’Ouest de la France.

Ils avaient pour voisins les Coriosolites au Nord-Ouest, les Unelles et les Aulerques Diablintes à l'Est et enfin les Namnètes au Sud.
Le Nord-Ouest du département d'Ille-et-Vilaine, à savoir la région de Dinard, Saint-Malo, Cancale et Saint-Pierre-de-Plesguen, formait la partie orientale de la cité des Coriosolites. Aleth (Saint-Servan) fut même un temps la capitale de ces derniers. Les rivières du Linon et de Biez-Jean en assuraient les frontières. Plus au Sud, la Rance délimitait la civitas, mettant Évran et Caulnes en pays Riedones.
À l'Ouest, la séparation était matérialisée[Quoi ?] par le Garun, le Meu et la Vilaine. Ainsi les territoires correspondant à Saint-Méen-le-Grand, Plélan-le-Grand, Maure, Goven, Pipriac, Guichen et Redon étaient coriosolites et les sites de Montauban-de-Bretagne, Montfort-sur-Meu, Mordelles, Pont-Réan, Pléchâtel, Guipry et Langon formaient la limite de deux cités.
À l'Est du département, le découpage était sensiblement le même que celui du département d’Ille-et-Vilaine. Au Nord-Est s'ajoutaient peut-être les régions de Pontorson et de Saint-Hilaire-du-Harcouët.
Enfin le Semnon dessinait la limite au sud du pays jusqu'à sa confluence avec la Vilaine, au niveau de Pléchâtel, mettant en territoire Namnètes Bain-de-Bretagne et le Grand-Fougeray.
En 370, ces frontières ont été modifiées lors de la réorganisation des défenses côtières : le Tractus Armoricanus et Nervicanus. La partie septentrionale du territoire des Riedones est ainsi cédée à la cité des Coriosolites.
Du fait de la configuration géographique de leur territoire, les Riedones n'ont jamais eu d'ouverture directe au commerce maritime.

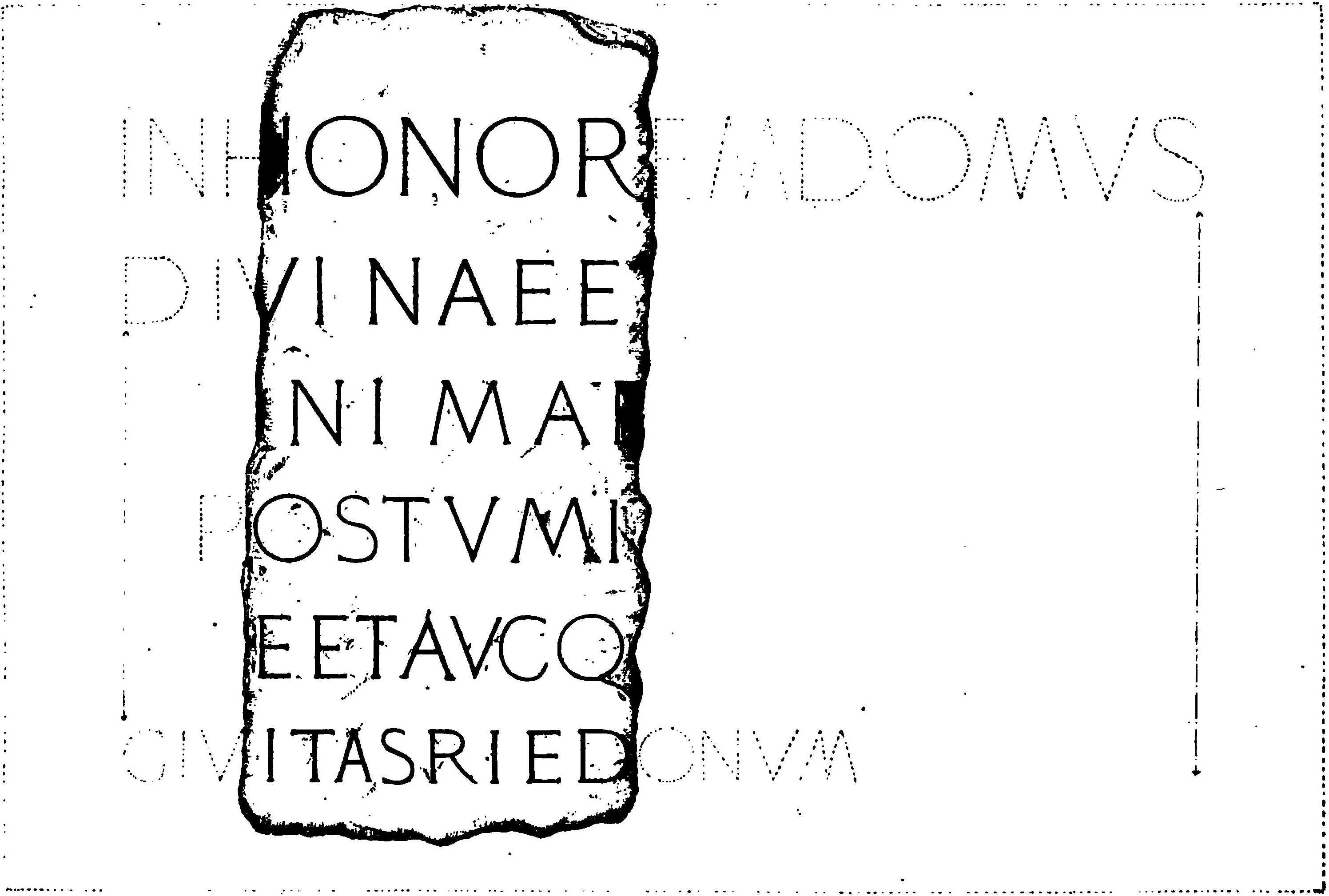
Inscription romaine découverte en 1868

Les sources épigraphiques du Haut-Empire indiquent que le territoire de la cité comporte à cette époque au moins trois subdivisions : le pagus Matans, le pagus Sextanmanduus, et le pagus Carnutenus,.
L’existence d'une quatrième subdivision reste incertaine et repose sur une courte inscription découverte lors de la démolition de la porte Saint-Michel à Rennes fin 1868. Parmi les hypothèses, il pourrait soit s'agir d'un pagus au nom inconnu se terminant en -inus soit d'un graphie alternative pagus Carnutinus pour le pagus Carnutenus,.

## Origines et protohistoire
Les Riedones faisaient partie de la Confédération armoricaine.
Les Riedones sont mentionnés à deux reprises par Jules César dans ses Commentaires sur la Guerre des Gaules, où ils participent à la coalition de 52 av. J.-C., avec les Coriosolites, les Ambibarii, les Calètes, les Osismes, les Lexoviens, (longtemps confondu avec les Lémovices, sur la foi d'une erreur ancienne de copie manuscrites de la guerre des Gaules) et les Unelles.
| « Dans le même temps, César fut informé par P. Crassus, envoyé par lui, avec une seule légion, contre les Vénètes, les Unelles, les Osismes, les Curiosolites, les Esuvii, les Aulerques, les Redons, peuples maritimes sur les côtes de l'Océan, qu'ils s'étaient tous soumis au pouvoir du peuple romain. »— Jules César, Commentaires sur la Guerre des Gaule, Livre II, 34. | « Liber secundus. II-XXXIV - Eodem tempore a P- Crasso, quem cum legione una miserat ad Venetos, Venellos, Osismos, Coriosolitas, Esuuios, Aulercos, Redones, quae sunt maritimae ciuitates Oceanumque attingunt, certior factus est omnes eas ciuitates in dicionem potestatemque populi Romani esse redactas. »— Jules César |
| « Pendant que ces choses se passaient devant Alésia, les principaux de la Gaule, réunis en assemblée, avaient résolu, non d'appeler aux armes tous ceux qui étaient en état de les porter, comme le voulait Vercingétorix, mais d'exiger de chaque peuple un certain nombre d'hommes […] vingt mille à l'ensemble des peuples situés le long de l'Océan, et que les Gaulois ont l'habitude d'appeler Armoricains, au nombre desquels sont les Curiosolites, les Redons, les Ambibarii, les Calètes, les Osismes, les Lémovices, les Unelles. »— Jules César, Commentaires sur la Guerre des Gaule, Livre VII, 75. | « Liber Septimus. VII-LXXV - Dum haec apud Alesiam geruntur, Galli concilio principum indicto non omnes eos qui arma ferre possent, ut censuit Vercingetorix, conuocandos statuunt, sed certum numerum cuique ex ciuitate imperandum, ne tanta multitudine confusa nec moderari nec discernere suos nec frumentandi rationem habere possent. Imperant Aeduis atque eorum clientibus, Segusiauis, Ambiuaretis, Aulercis Brannouicibus, Blannouiis, milia XXXV; parem numerum Aruernis adiunctis Eleutetis, Cadurcis, Gabalis, Vellauiis, qui sub imperio Aruernorum esse consuerunt; Sequanis, Senonibus, Biturigibus, Santonis, Rutenis, Carnutibus duodena milia; Bellouacis X; totidem Lemouicibus; octona Pictonibus et Turonis et Parisiis et Heluetiis; {Suessionibus,} Ambianis, Mediomatricis, Petrocoriis, Neruiis, Morinis, Nitiobrigibus quina milia; Aulercis Cenomanis totidem; Atrebatibus {IIII milibus}; Veliocassis, Lexouiis et Aulercis Eburouicibus terna; Rauracis et Boiis bina; {XXX milia} uniuersis ciuitatibus, quae Oceanum attingunt quaeque eorum consuetudine Armoricae appellantur, quo sunt in numero Curiosolites, Redones, Ambibarii, Caletes, Osismi, Veneti, Lemouices, Venelli. »— Jules César |

## Chef-lieu, Condate Riedonum

### Création de Condate Riedonum

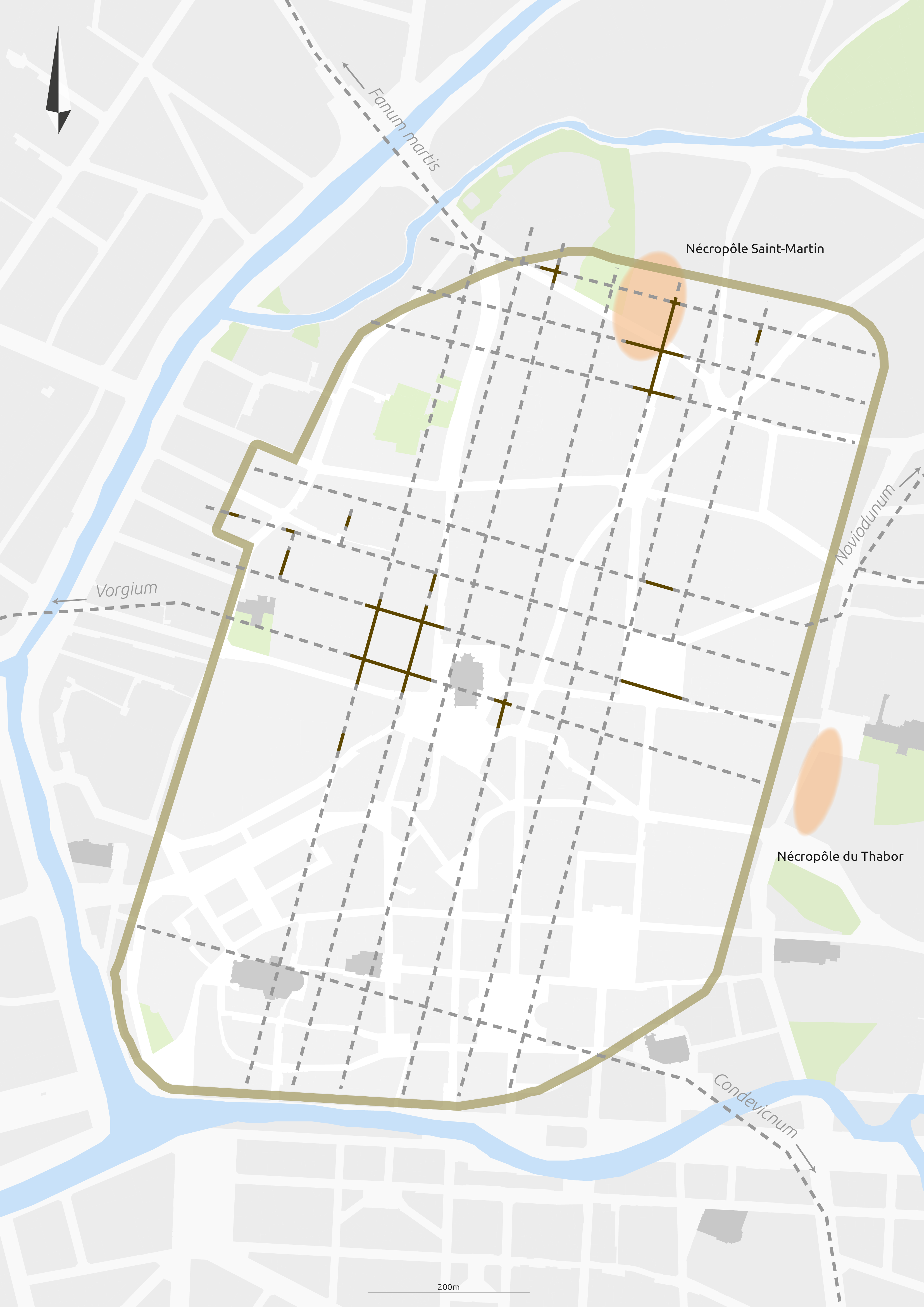
Limites de la ville antique de Condate Riedonum

Le chef-lieu des Riedones est Condate Riedonum, l'actuelle ville de Rennes. La cité connaît un grand développement entre le Ier et le IIIe siècle sous l'Empire romain. Les connaissances actuelles sur Condate proviennent de nombreuses fouilles archéologiques menées depuis les années 1970. Les archéologues s'accordent sur l'hypothèse selon laquelle Condate s'est faite ex nihilo par l'intervention de l'Empire romain. C'est ainsi qu'elle est devenu le chef-lieu, la capitale, des Riedones. La ville se modifie et évolue sur les plusieurs siècles d'occupation. Son territoire occupe environ 90 hectares. À partir de 1977, les fouilles archéologiques se sont multipliées et ont permis une meilleure connaissance de la ville, notamment grâce à l'identification de rues et de bâtiments. Des chaussées ont été identifiées et localisées, ainsi que les principaux axes routiers, le cardo et les décumanus, ce qui laisse entrevoir l'urbanisme initial.  

### Le lieu d'une forte urbanisation romaine
On note que la ville fait l'objet d'une forte urbanisation, différents lieux ont été découverts comme des bâtiments publics, des thermes, des ateliers d'artisanat et de nombreux logements. Elle s'adapte à l'urbanisme romain qui préfère peu de reliefs, et avant la conquête son site n'était pas le lieu d'une grande occupation. La ville se structure autour d'axes routiers, un cardo et des décumanus, dont l'un des carrefours à l'actuelle place Sainte-Anne pourrait être le centre urbain et le cœur de la cité. C'est à cet endroit qu'on trouve les habitations les plus anciennes ainsi que de nombreux vestiges. Certains édifices pourraient être publics et ainsi être la preuve d'une organisation sociale de la ville avec un cœur actif et public comme des commerces et une place principale. Ce carrefour amène aussi la question d'un centre monumental, puisqu'on y trouve une fosse dont l'usage n'est pas encore connue mais qui laisse les hypothèses de fondations d'un monument ou d'une fosse de plantation. 

### Activité artisanale
Plusieurs témoins archéologiques tels que des fours ou des divers objets tendent à dire que la ville avait une forte activité artisanale. Au sein de celle-ci, plusieurs activités sont identifiées : céramique, métallurgie, tabletterie, statuaire, verrerie. Neuf fours de potiers ont été retrouvés lors de fouilles archéologiques, notamment celles réalisées par Gaétan Le Cloirec à l'ancien hôpital militaire Ambroise Paré, appartenant à des périodes différentes. Des ateliers de métallurgie se développent au cœur de la ville de Condate. Cette activité perdure sur les trois siècles d'occupation de la ville.

## Monnaie

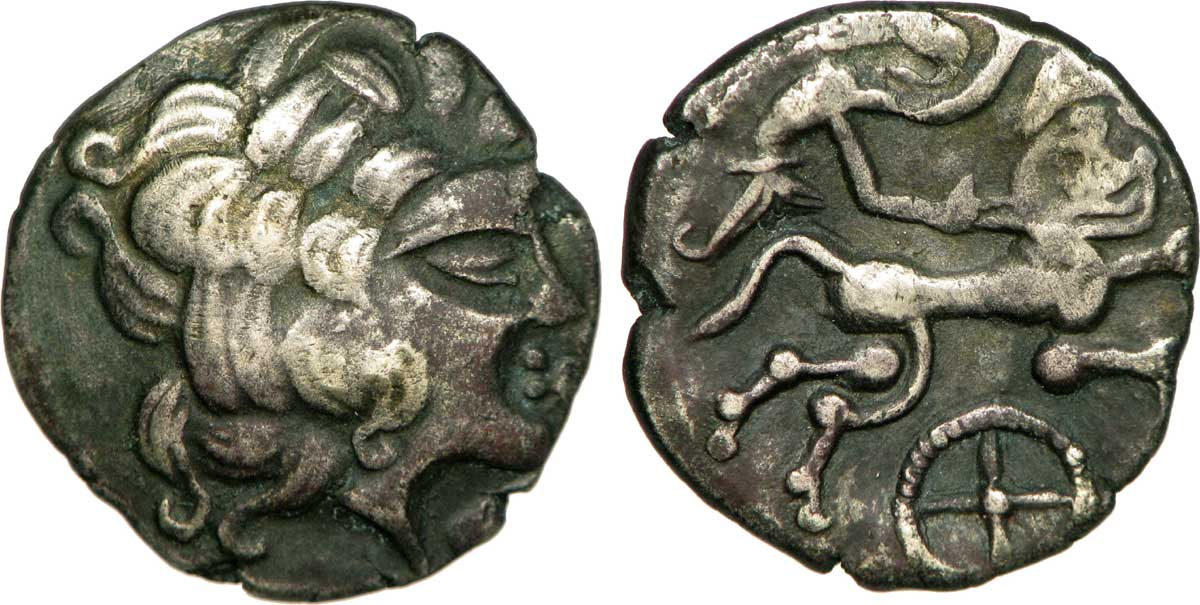
Statère de billon frappé par les Riedones, date : c. 80-50 AC. Description avers : Tête laurée à droite, la chevelure abondante ; rinceau devant la bouche.

Jusqu’en 121 et la victoire des Romains sur Bituitos, les Arvernes avait une position hégémonique et un quasi-monopole sur la production de monnaie. Ce n'est donc qu’après qu’apparaissent les ateliers monétaires chez les Riedones. Ceux-ci ne font tout d’abord qu’apposer une contremarque sur des statères existantes. Tout comme chez les Vénètes, les pièces sont en or puis en argent allié de cuivre (et contenant de moins en moins d’argent).

Un dépôt de 1087 pièces en billon allié d'argent et de cuivre a été découvert en 2012 à Piolaine en la commune de Saint-Aubin-du-Pavail. 455 de ces pièces sont attribuées aux Riedones, 452 aux Vénètes et 2 sont hydrides Riedones-Vénètes. Une statère d’or a été retrouvé dans le Cambridgeshire. D'autres monnaies attribuées aux Riedones ont été découvertes sur les îles Anglo-Normandes, notamment au sein du Trésor de Grouville.

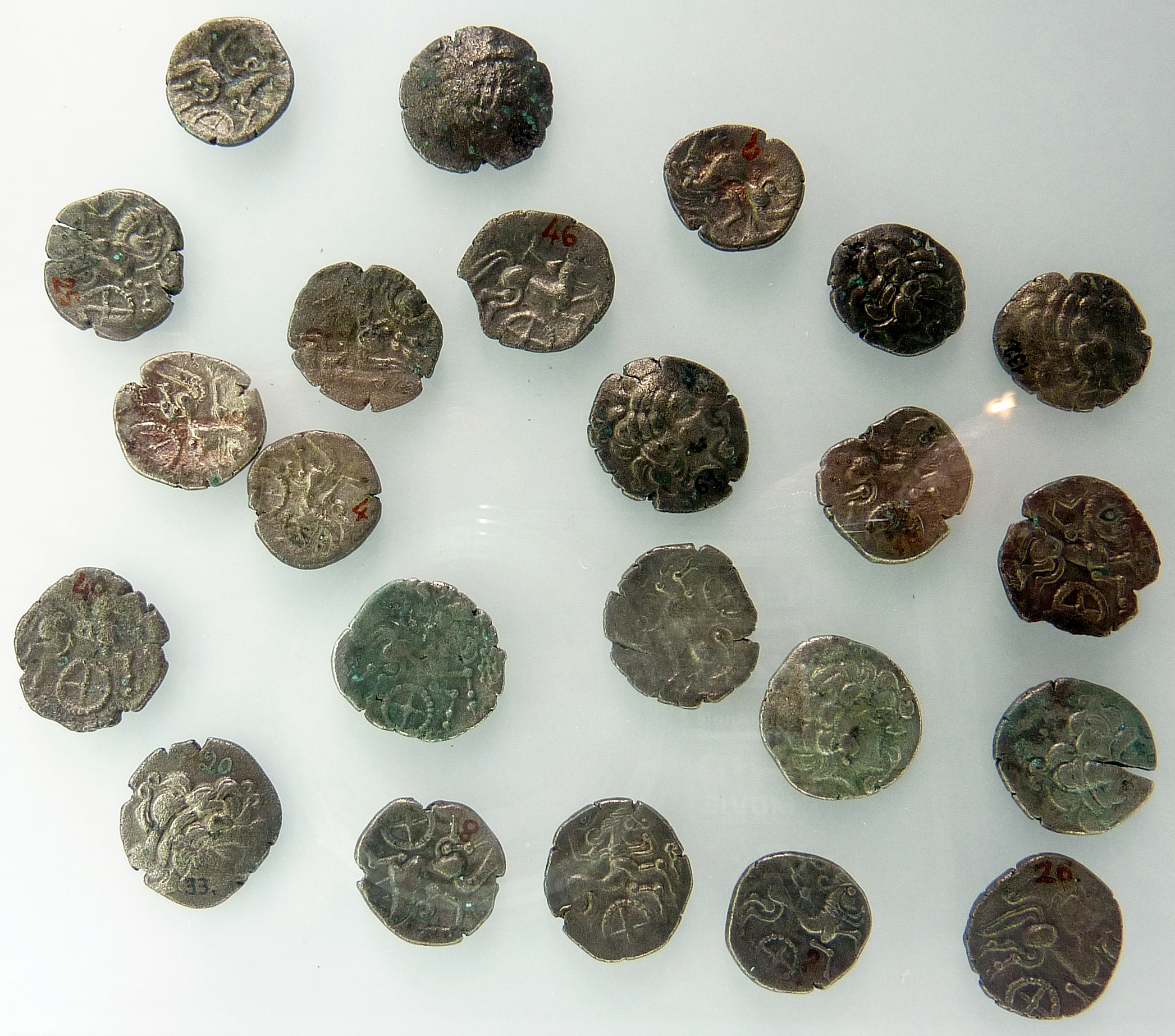
Pièces en billon attribuées aux Vénètes et aux Riedones trouvées en 1835 à Amanlis (Musée d'histoire et d'archéologie de Vannes)

## Histoire
Au haut Moyen Âge a existé un pagus Redonicus, un pagus, c'est-à-dire une subdivision administrative de l'évêché de Rennes. La toponymie a conservé sa trace dans des noms comme Pont-Réan (Pons Redonicus) et Pont-Péan (Pons Paganus, c'est-à-dire « Pont Payen », ce dernier situé à la limite de l'archidiaconé du Désert).

## Ethnonyme
L'ethnonyme correct est Riedones, mais on rencontre encore souvent les variations « Redones », « Rhédons » (chez Pline l'Ancien) ou « Redons »,,,.

### Étymologie
L'appellatif Riedones procède d'une racine celtique red- (redo en gaulois, riad en irlandais, que l’on retrouve en balte et en germanique, cf. to ride en anglais) signifiant « aller à cheval », et par extension « aller en char ». Les Riedones étaient donc les « cavaliers » ou les « conducteurs de char », titre relevant du vocabulaire guerrier, comme souvent chez les peuples de Gaule.
Selon Léon Fleuriot, Riedones vient de Ried avec le suffixe courant -ones (que l’on retrouve chez les Santones et les Suessiones notamment et signifiant "ceux-qui"). Ried viendrait de Reidh et aurait trois significations différentes :
- le char (signification la plus courante, préférées par les philologues)
- la rapidité, la liberté (avec le même sens, on retrouve reid en irlandais, et rhwydd en gallois)
- la clairière, la plaine.

Jean-Pierre Picot indique la signification « ceux qui courent ».
Il est parfois indiqué à tort que la ville de Redon tient son nom des Riedones, notamment dans les ouvrages anciens. Les sources récentes affirment que son nom ne vient pas de ce peuple mais dérive d'un Roton médiéval,.